# Marquette Heights, Illinois
Marquette Heights là một thành phố thuộc quận Tazewell, tiểu bang Illinois, Hoa Kỳ. Năm 2010, dân số của thành phố này là 2824 người.

## Dân số
Dân số qua các năm:
- Năm 2000: 2794 người.
- Năm 2010: 2824 người.